# Вулиця Шептицьких (Львів)
Ву́лиця Ше́птицьких — вулиця у Галицькому районі міста Львова, в місцевості Новий Світ. Сполучає площу Кропивницького з вулицею Митрополита Андрея та площею Святого Юра.
Прилучаються вулиці: Шумлянських, Війтовича, Меретина, Ангеловича.

## Назва
Від 1859 року вулиця була частиною вулиці Цвинтарної, оскільки вела до Городоцького цвинтару, а поблизу перетину вулиць Шептицьких, частини площі Більчевського та Адама Сапєги знаходилася головна цвинтарна брама. Після закриття цвинтару у вересні 1875 року та поділу вулиці Цвинтарної на мапі Львова з'явилося ще дві окремих вулиці. Одна з них у 1885 році отримала назву — вулиця Шептицьких, на честь видатної родини Шептицьких — діячів Української греко-католицької церкви. У грудні 1940 року отримала назву — вулиця Кірова, на честь російського радянського державного та політичного діяча Сергія Кірова. Під час німецької окупації Львова вулиці спочатку було повернуто стару назву, але у грудні 1941 року отримала назву — Стернґассе (Зоряна). По війні на короткий час було повернено довоєнну назву — Шептицьких, а у грудні 1944 року знов названо на честь Сергія Кірова. 1990 року вулиці повернули її історичну назву Шептицьких.

## Забудова

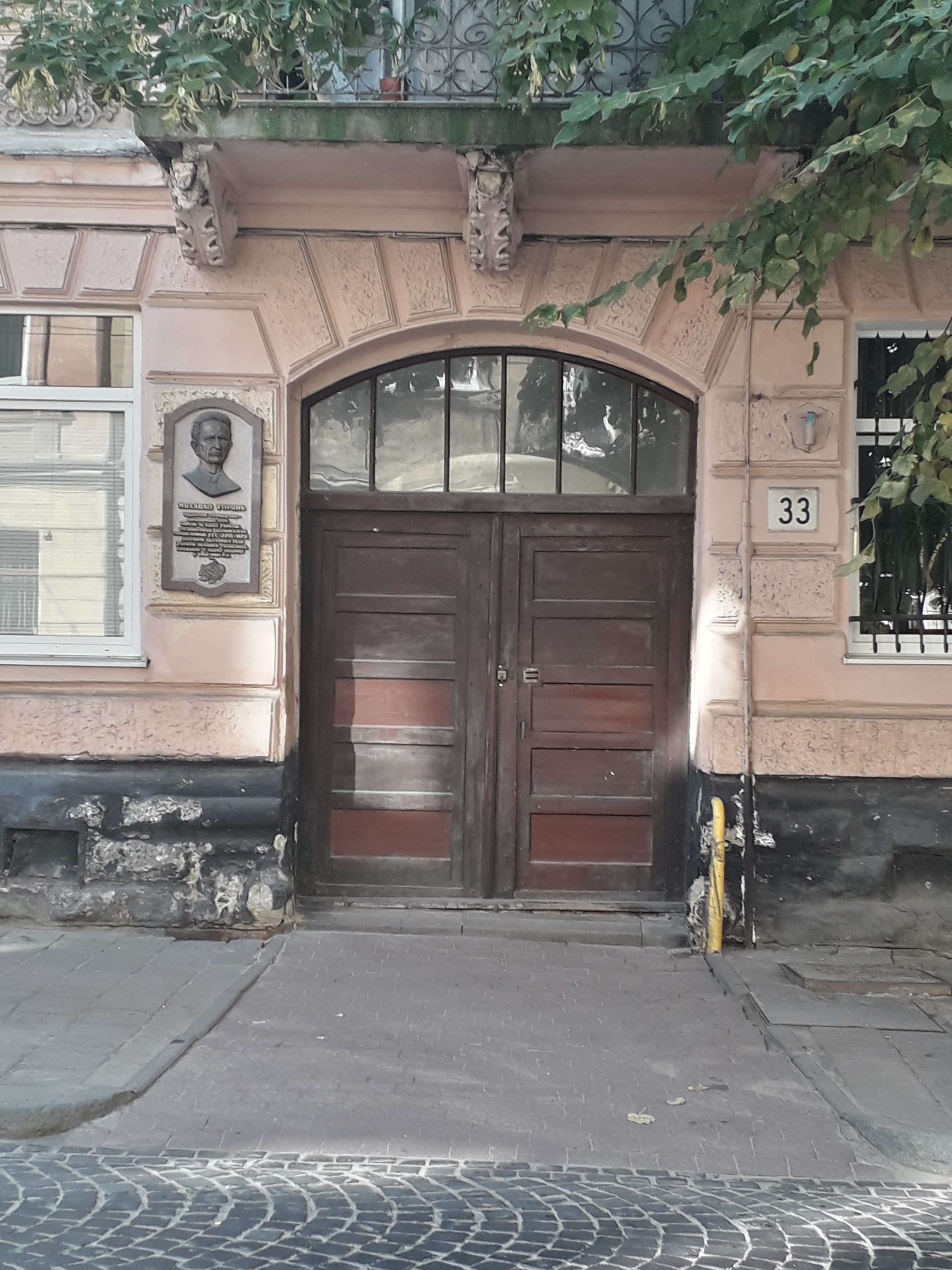
Меморіальна таблиця Михайлові Гориню на фасаді будинку на вул. Шептицьких, 33

В архітектурному ансамблі вулиці Шептицьких переважають архітектурні стилі класицизм, сецесія, конструктивізм. Декілька будинків внесено до Реєстру пам'яток архітектури місцевого значення.
№ 3/4 — навчальний корпус № 8 Національного університету «Львівська політехніка». До війни на місці навчального корпусу, при перетині вулиці Озаркевича та площі Святого Юра, знаходився житловий будинок (на жаль, не зберігся), у якому провів молоді роки відомий український актор та режисер Амвросій Бучма. 1991 року поблизу того місця був встановлений пам'ятний знак, що сповіщає про цю подію.
№ 6 — у цьому будинку за Польщі містилося підприємство Маркевича з будівництва органів.
№ 9, 13 — чотириповерхові житлові будинки збудовані у 1950-х роках, як гуртожитки для працівників Львівській залізниці. Ухвалою № 59 ЛМР від 26 вересня 2002 року будинки прийняті від дистанції цивільних споруд на станції Львів Львівської залізниці у власність територіальної громади міста Львова.
№ 10 — тут за Польщі працювала українська шевська робітня (майстерня) Стефана Коцюмбаса.
№ 14 — за Польщі містилася тут магазин купівлі та продажу кошиків «Wiklina». Наприкінці 2000-х років тут містилася майстерня з ремонту взуття.
№ 15. — за радянських часів на першому поверсі будинку містився продовольчий магазин.
№ 17. — скульптурне оздоблення будинку приписується Францішку Томашу Бєрнату.
№ 16 — у 1950-х роках в будинку містилися Львівська неповна середня школа № 32 та Львівська початкова школа № 59 міського відділу народної освіти. Від часів незалежності міститься офіс міського відділення Національної скаутської організації України «Пласт». 25 липня 2021 року в одному з приміщень «Пласт»у «Білоруський кризовий центр» відкрив першу школу з вивчення білоруської мови у Львові.
№ 19 — будинок споруджений у 1910 році за проєктом Йосипа Делькевича.
№ 26 — колишня фабрика цукру, шоколаду та какао «Бранка». У цій будівлі, збудованій у 1905 році, за Польщі містилася фабрика цукру, шоколаду та какао «Бранка» (заснована 1882 року), знаного у всій Європі кондитера Мауриція Брандштадтера. Попри конкуренцію, створену закладами «Газет» (відкрилися 1910 року), фабрика «Бранка» стала одним з найбільших виробників солодощів у Львові. Свій перший фірмовий магазин фабрика відкрила в центральній частині Львова, на вул. Леґіонів (Вали Гетьманські, нині — проспект Свободи). Її продукція отримала визнання не лише у Львові, але й на теренах Польщі та Східної і Західної Європи. «Бранка» була одним з перших підприємств, націоналізованих радянською владою. На потужностях «Бранки» створена кондитерська фабрика імені С. Кірова. 1962 року кондитерська фабрика отримала нову назву — спочатку «Червона троянда», а за декілька місяців перейменовану на «Світоч». «Світоч» тривалий час працював на основі «запозичених» технологій виробництва солодощів відомих польських фабрик — «Бранка» та «Газет», а також націоналізованої першої української фабрики цукерків «Фортуна Нова» (заснована 1922 року у Львові Климентиною Авдикович). 1998 року фірма «Світоч» увійшла до складу швейцарської транснаціональної корпорації Nestlé S.A, а на початку XXI століття кондитерське виробництво на вул. Шептицьких припинили, а виробничі приміщення переробили під офіси різних фірм, зокрема, БК «Техніка для бізнесу», відділення банку «Дністер» тощо. Будинок внесено до Реєстру пам'яток архітектури місцевого значення під охоронним № 1537-м.
№ 31 — у 1950-х роках цю адресу мала база Тресту їдалень і ресторанів Львівської залізниці. 
№ 33 — в будинку у 1962—2013 роках мешкав видатний громадсько-політичний діяч, борець за волю України, багаторічний політв'язень, співзасновник УГС, УРП і НРУ, депутат Верховної ради України першого скликання Михайло Горинь, про що свідчить напис на меморіальній таблиці, встановленій на фасаді будинку 26 серпня 2017 року. Ініціаторами встановлення таблиці є Громадська організація «Ветеранське об'єднання Українська Гельсінська Спілка», скульптор — Роман Кикта.
№ 34 — за польських часів була фабрика бляшаних виробів Цвинара та крайова фабрика хімічних виробів, нині тут міститься перукарня «Дана».
№ 38 — за Польщі в будинку містилася перукарня Вінтера.
№ 41 — вілла, споруджена у 1907 році за спільним проєктом Йосипа Делькевича та можливо Саломона Рімера. Будинок внесено до Реєстру пам'яток архітектури місцевого значення під охоронним № 2854-м.
№ 43 — від радянських часів тут міститься заклад із дезінфекції та дератизації. На початку 2010-х років цю адресу мав супермаркет мережі «Рукавичка». У 2013—2014 роках на місці цією будівлі будівельною компанією «Ріел» споруджений сучасний багатоквартирний житловий будинок. 
№ 45 — від повоєнних часів за цією адресою розташовувався відкритий кінотеатр «Літній-1». У 1960 році перейменований на «Маяк» та накритий дахом, тобто перетворився на закритий кінотеатр. Від років незалежності має назву «Дзвін», але останні роки стоїть закритим. Після спорудження поруч меморіалу імені Степана Бандери у травні 2007 року, львівська міська рада планувала створити у приміщенні колишнього кінотеатру відповідний музей. 2013 року приміщення передали в оренду ТзОВ «Дзвін і Ко», яке обіцяло частину приміщення віддати під музей. Тоді управління культури ЛМР оскаржувало це рішення у суді, бо стверджували, що його ухвалили без їхнього погодження та без відповідного конкурсу. 11 березня 2019 року депутати ЛМР погодили створення комунальної установи «Меморіальний музей Гідності». Музей розташують на місці колишнього кінотеатру «Дзвін». Довкола будівлі згодом планують облаштувати громадський простір.

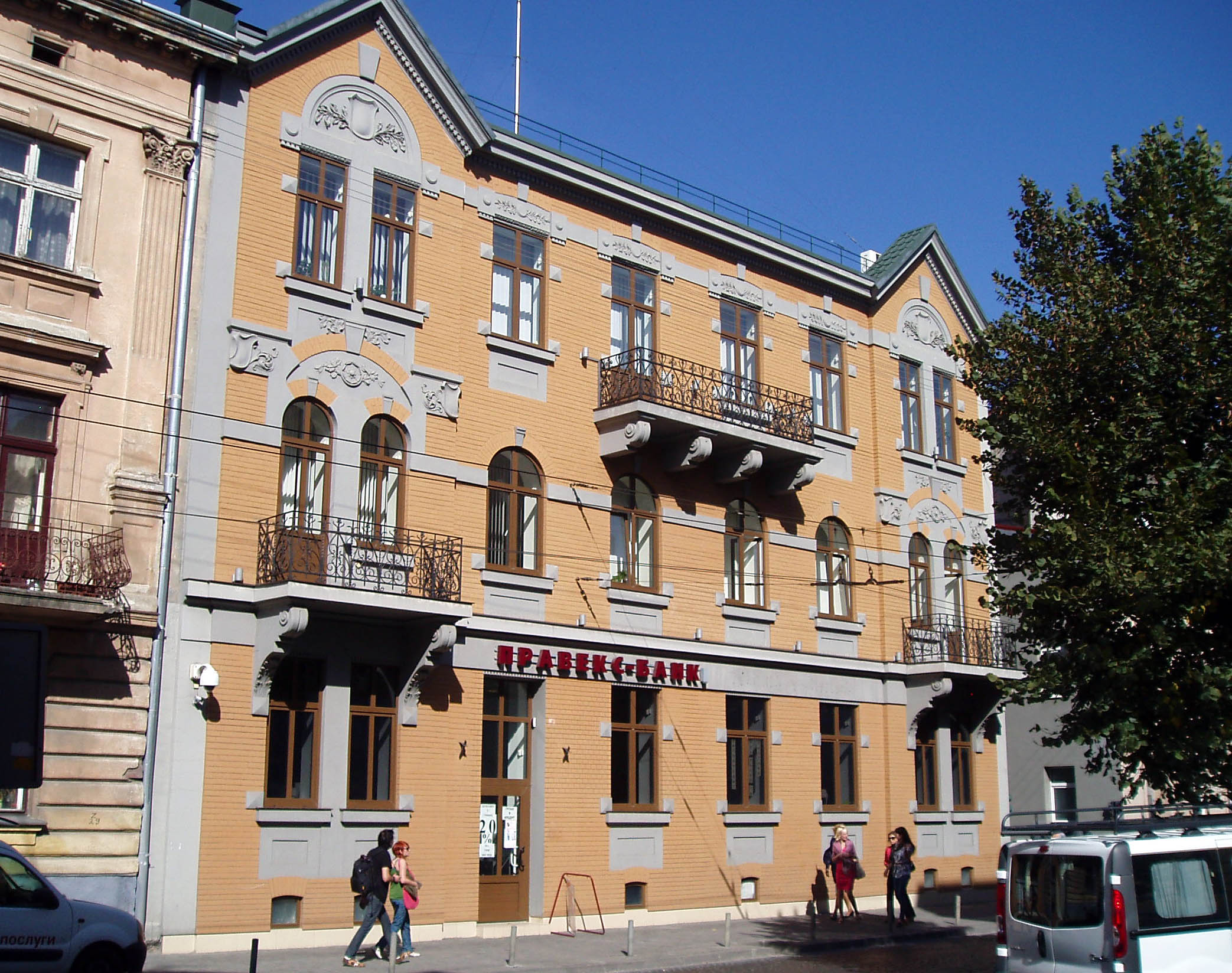
Колишня фабрика цукру, шоколаду та какао «Бранка» (вул. Шептицьких, 26)
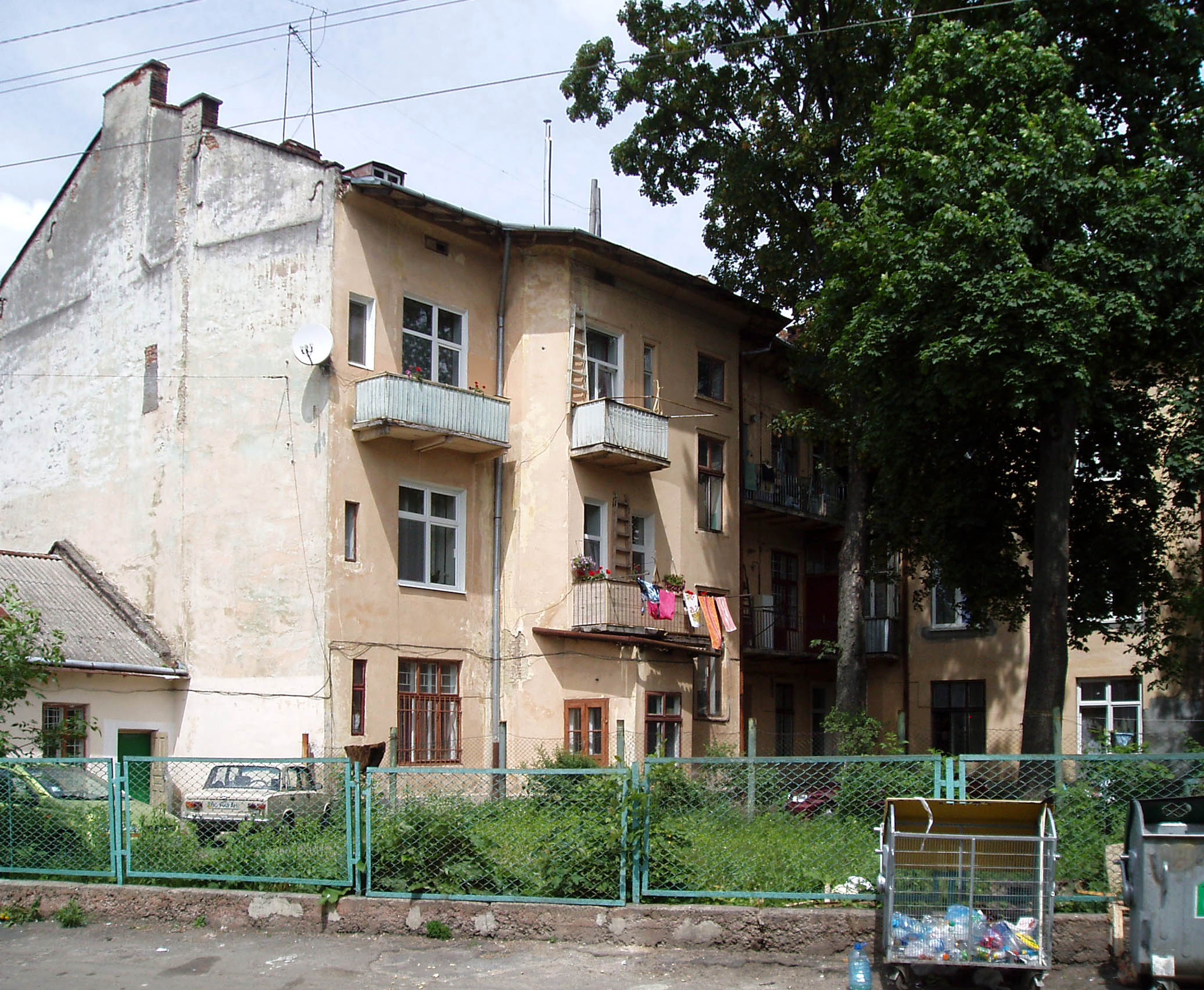
Вілла (вул. Шептицьких, 41)
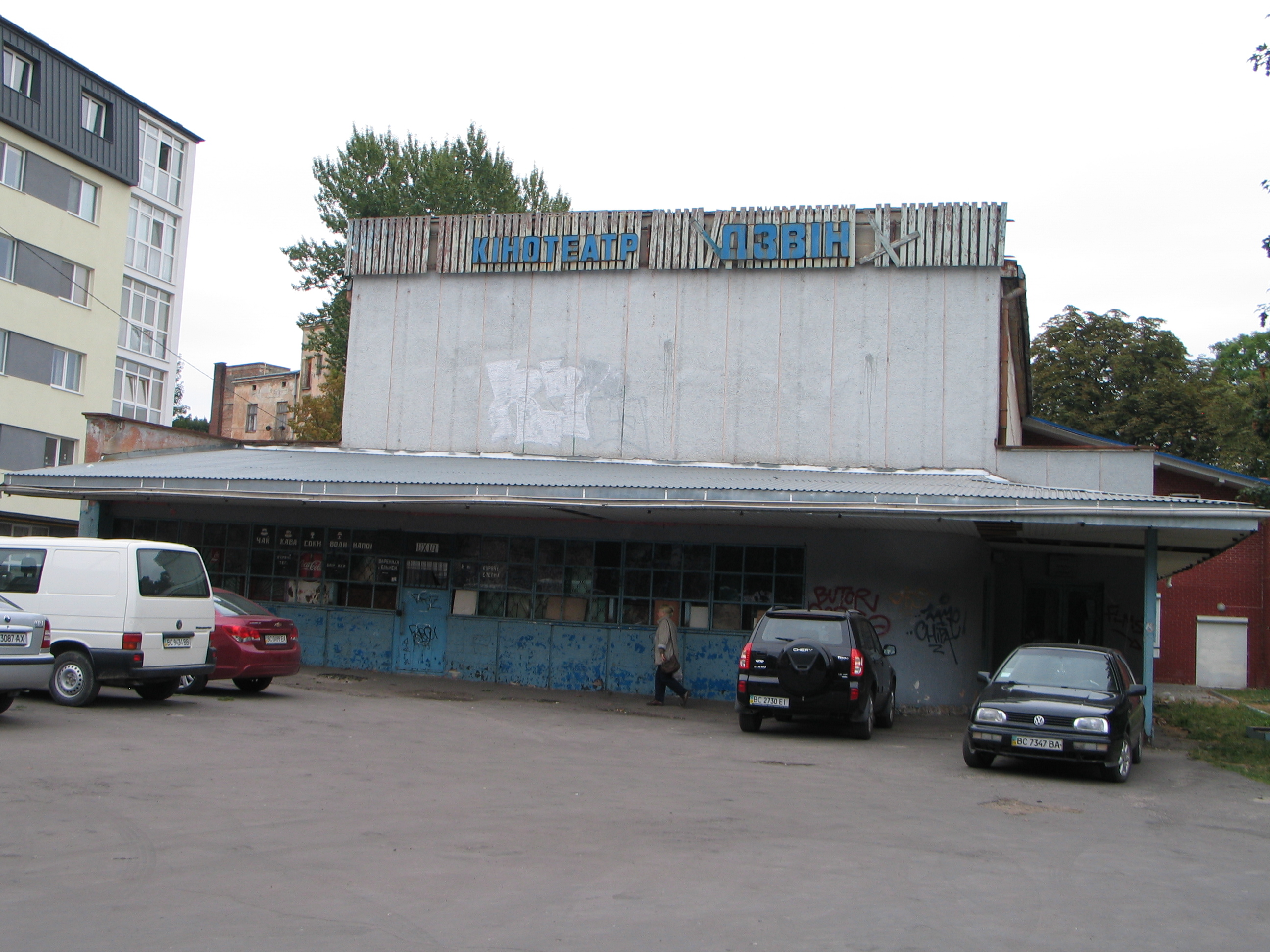
Колишній кінотеатр «Дзвін» (вул. Шептицьких, 45)